# Abrosiomyia bella
Abrosiomyia bella är en tvåvingeart som beskrevs av Akira Nagatomi 1975. Abrosiomyia bella ingår i släktet Abrosiomyia och familjen vapenflugor. Inga underarter finns listade i Catalogue of Life.